# Număr refactorabil

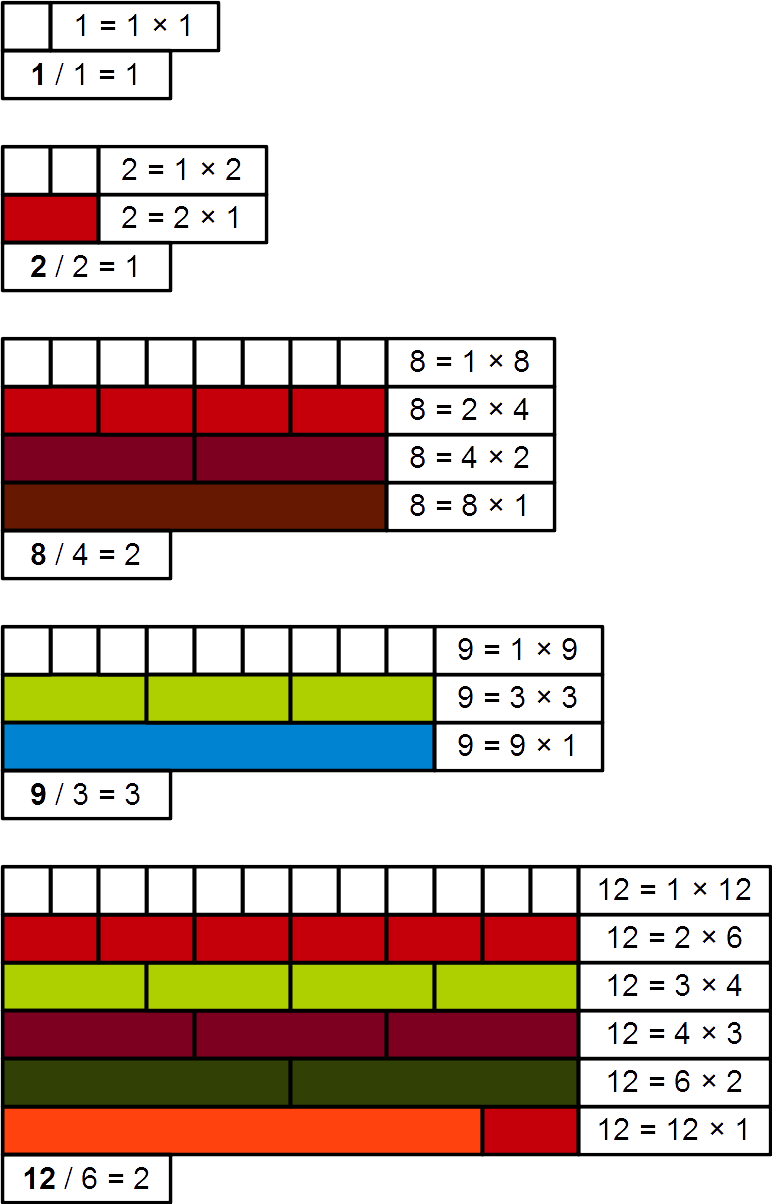
Demonstrație a faptului că numerele 1, 2, 8, 9 și 12 sunt refactorabile

Un număr refactorabil sau un număr tau este un număr întreg n care este divizibil cu numărul său de divizori; cu alte cuvinte, n este un astfel de număr dacă are proprietatea că {\displaystyle \tau (n)\mid n}. Primele numere refactorabile sunt:
1, 2, 8, 9, 12, 18, 24, 36, 40, 56, 60, 72, 80, 84, 88, 96, 104, 108, 128, 132, 136, 152, 156, 180, 184, 204, 225, 228, 232, 240, 248, 252, 276, 288, 296, ...
De exemplu, 18 are 6 divizori (1 și 18, 2 și 9, 3 și 6) și este divizibil cu 6. Există o infinitate de numere refactorabile.